# 2008年義大利大選
2008年義大利國會選舉選出參議院共315席議員、眾議院630席議員。總統喬治·納波利塔諾於2008年1月24日正式宣布解散議會，選舉活動開始。選舉結果，曾兩度出任義大利總理的貝盧斯科尼領導的中間偏右聯盟勝出，第三次出任總理。

## 參選的政黨聯盟

### 中右聯盟
领袖为曾任義大利总理的貝盧斯科尼。
- 自由人民党
- 北方聯盟
- 意大利共和黨

### 中左聯盟
领袖为曾任羅馬市長的瓦尔特·韦尔特罗尼。
- 民主党
- 價值意大利

## 選舉背景
2006年義大利大选，内政部公布了议会选举投票结果。中左联盟在众议院630个议席中获得348席，超过半数。在参议院的315个议席中，中左联盟获得158席，比中右联盟获得的156席多2个席位。另一个席位由上述两大联盟以外的小党派获得。該次大選結果普羅迪領導的中間偏左聯盟雖然取得勝利，貝盧斯科尼和他領導的中右聯盟在選舉中以些微票數慘敗，被迫下台。他再度成為在野黨聯盟領導人。由於貝盧斯科尼的政黨聯盟在參議院取得多數，故普羅迪的政府變得不穩定。
2007年2月22日，普罗迪向義大利总统乔治奥·纳波利塔诺递交辞呈。据一些義大利的政治分析家表示，若普羅迪下台，義大利将处于群龙无首的状况，3月2日普羅迪通過國會信任投票，繼續擔任總理。

### 背景
2008年1月24日，貝盧斯科尼的政黨向普羅迪領導的政府提出不信任動議，在義大利共和黨倒戈支持後，不信任動議以161票贊成，156票反對獲得通過，普羅迪被迫辭職，義大利再度舉行大選。

### 「踏腳板革命」
2007年11月18日，貝魯斯柯尼主張他的支持者已收集超過七百萬份簽署，要求義大利總統喬治·納波利塔諾舉行大選。之後不久，貝魯斯柯尼在米蘭聖巴貝拉廣場一輛汽車的踏腳板上，宣布義大利力量黨將併入或變為一個新生的「義大利人民政黨」。 被稱為「踏腳板革命」（rivoluzione del predellino）的這次事件很快就廣為人知。
最初，力量黨的命運仍不明確。之後，新政黨的核心確定將由力量黨、自由之圈和其他草根團體所組成，另外部分自由之家的少數政黨也將加入。在貝魯斯柯尼宣布後數天，民族聯盟黨魁吉安法蘭柯·菲尼（Gianfranco Fini）表示停止支持貝魯斯柯尼參選總理，他的政黨將不加入新政黨。基督教與中間派民主聯盟黨魁卡西尼從一開始就持反對態度，並有意與菲尼結盟。
2008年1月24日，第二屆普羅迪內閣垮台，將舉行新選舉。貝魯斯柯尼暗示義大利力量黨可能最後一次參加選舉，並將新政黨成立時間延至選後的隔天。在與菲尼和解的氣氛下，貝魯斯柯尼也表示可能會有其他政黨加入新政黨。 2月8日，貝魯斯柯尼與菲尼同意與北方聯盟以「自由人民」聯盟名義推出共同名單。

## 大選結果
大選結果，自由人民黨得票率達37.4%，拿下276席眾議院與146席參議院席次，成為義大利第一大黨，連同北方聯盟取得過半數議席。自由人民黨也是自1979年義大利天主教民主黨以來第一組得票率超過35%的政黨。貝盧斯科尼第三度出任總理。

## 資料來源
1. ↑  RCS Corriere della Sera. . Corriere.it.   [2012-02-28]. （原始内容存档于2012-11-06）.
2. ↑  .   [2010-01-12]. （原始内容存档于2009-06-15）.
3. ↑  . Corriere.it. 2007-11-18  [2013-04-03]. （原始内容存档于2013-10-29）.
4. ↑  . Tempi.it.   [2012-02-28]. （原始内容存档于2012-02-25）.
5. ↑  . Ricerca.repubblica.it. 2010-10-29  [2012-02-28]. （原始内容存档于2012-07-13）.
6. ↑  . Corriere della Sera. 2007-11-24  [2012-02-28]. （原始内容存档于2015-11-18）.
7. ↑  . Corriere della Sera. 2007-12-10  [2012-02-28]. （原始内容存档于2015-09-27）.
8. ↑  . Corriere della Sera. 2008-01-26  [2012-02-28]. （原始内容存档于2016-01-01）.
9. ↑  . Corriere della Sera. 2008-02-09  [2012-02-28]. （原始内容存档于2015-09-26）.